# 俄亥俄鎮區 (伊利諾伊州比羅縣)
俄亥俄鎮區（英語：Ohio Township）是位於美國伊利諾伊州比羅縣的一個行政鎮區。

## 地方資料
根據2010年美國人口普查的數據，俄亥俄鎮區的面積為99.00平方千米，當中陸地面積為98.70平方千米，而水域面積為0.30平方千米。當地共有人口823人，而人口密度為每平方千米8.31人。